# سرجس شوكي الثمار
سرجس شوكي الثمار (الاسم العلمي: Sargassum echinocarpum) هو نوع من الطلائعيات يتبع جنس السرجس من الفصيلة السرجسية.